# Roemenië op het Eurovisiesongfestival 2012

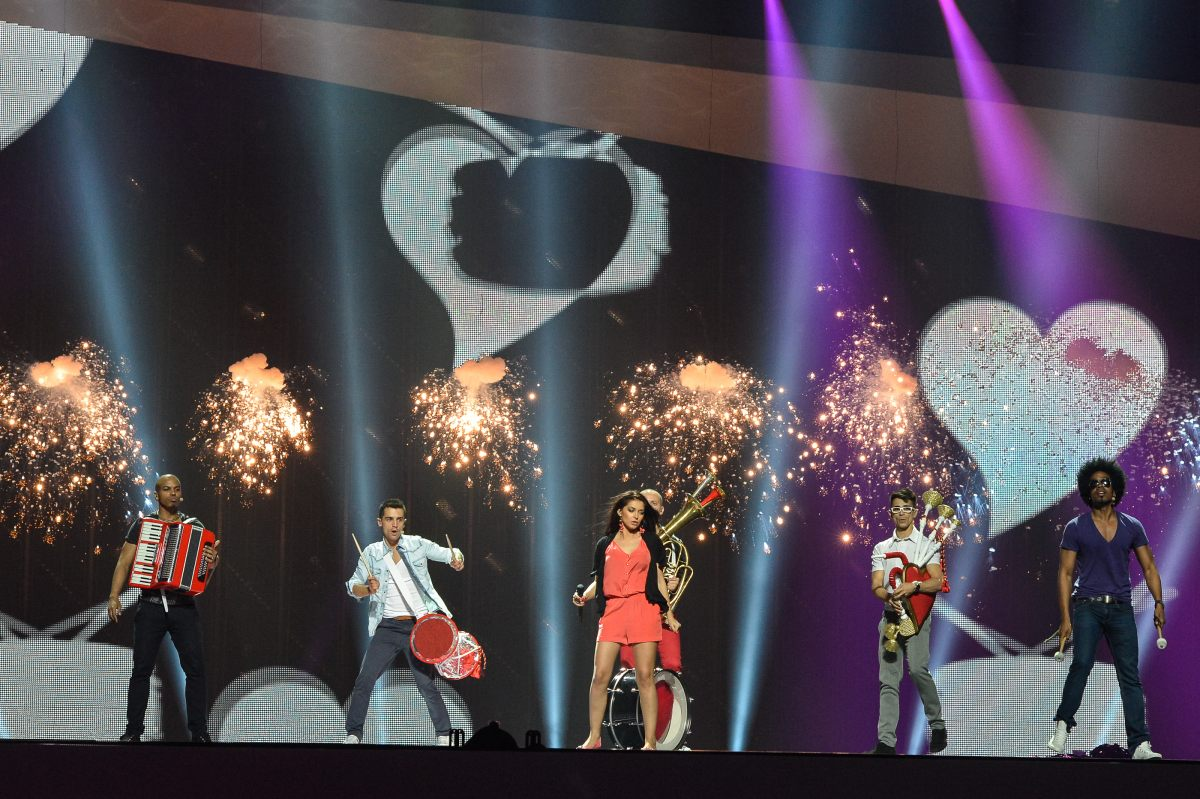
Mandinga tijdens het Eurovisiesongfestival 2012

Roemenië nam deel aan het Eurovisiesongfestival 2012 in Bakoe, Azerbeidzjan. Het was de 14de deelname van het land op het Eurovisiesongfestival.  De TVR was verantwoordelijk voor de Roemeense bijdrage aan de editie van 2012.

## Selectieprocedure
Roemenië koos zijn kandidaat voor Bakoe op 10 maart 2012 tijdens een nationale finale die plaatsvond in Boekarest. De zoektocht naar een geschikt lied startte op 6 februari. Componisten en tekstschrijvers kregen tot 23 februari de tijd om hun nummers in te sturen. Een selectiecomité koos 12 tot 17 liedjes die mochten aantreden in de nationale finale.
De Roemeense omroep ontving 109 inzendingen voor de nationale preselectie. Dat waren er ongeveer 30 meer dan in 2011.
Uiteindelijk werd Selecţia Naţională 2012 gewonnen door de groep Mandinga met het nummer Zaleilah. Het lied kreeg 10 punten van de jury en 12 punten bij de televoting. 

## Selecţia Naţională 2012
| Startplek | Artiest            | Lied                              | Televote | Jury | Totaal | Plaats |
| --------- | ------------------ | --------------------------------- | -------- | ---- | ------ | ------ |
| 1         | Cătălin Josan      | "Call my name"                    | 10       | 8    | 18     | 3      |
| 2         | Ana Mardare        | "If you find simple words to say" | 0        | 6    | 6      | 8      |
| 3         | Vicky Red          | "If you ever feel"                | 4        | 0    | 4      | 10     |
| 4         | RPK                | "Singura care"                    | 0        | 0    | 0      | 15     |
| 5         | Lucian Oros        | "The best a man can get"          | 5        | 0    | 5      | 9      |
| 6         | Raluca Ocneanu     | "Time is on my side"              | 0        | 4    | 4      | 11     |
| 7         | Electric Fence     | "Şun-ta"                          | 7        | 12   | 19     | 2      |
| 8         | Ovidiu Anton       | "I walk alone"                    | 2        | 7    | 9      | 5      |
| 9         | Miss Mary          | "Rollin"                          | 0        | 2    | 2      | 14     |
| 10        | Mandinga           | "Zaleilah"                        | 12       | 10   | 22     | 1      |
| 11        | T&L                | "Twilight"                        | 6        | 0    | 6      | 6      |
| 12        | Ioana Bianca Anuţa | "Girls don't cry"                 | 8        | 1    | 9      | 4      |
| 13        | Tasha              | "Say my name"                     | 1        | 5    | 6      | 7      |
| 14        | Bianca Purcărea    | "Don't say sorry"                 | 3        | 0    | 3      | 12     |
| 15        | Ana Mardare        | "This must be love"               | 0        | 3    | 3      | 13     |

## In Bakoe
In Bakoe trad Roemenië aan in de eerste halve finale, op dinsdag 22 mei. Roemenië was als zesde van negentien landen aan de beurt, na Albanië en voor Zwitserland. Bij het openen van de enveloppen bleek dat Mandinga zich had weten te plaatsen voor de finale. Na afloop van het festival werd duidelijk dat Roemenië derde was geworden in de eerste halve finale, met 122 punten. In de finale trad Roemenië als veertiende van 25 landen aan, na gastland Azerbeidzjan en voor Denemarken. Aan het einde van de puntentelling stond Mandinga op de twaalfde plek, met 71 punten.